# Frank Vickery
Frank Vickery (26. června 1951 – 19. června 2018) byl velšský dramatik a herec. Narodil se ve vesnici Blaencwm v jižním Walesu. Je autorem přibližně tří desítek her, a to jak pro divadlo, tak i pro rozhlas. Ve svých hrách někdy sám vystupoval. Roku 1977 uvedl jednoaktovou hru After I'm Gone. V roce 2005 byl uveden muzikál Amazing Grace, na němž spolupracoval s Malem Popem.